# الأمن الغذائي في الهند
الأمن الغذائي في الهند يستلزم ضمان توفير الغذاء الكافي للناس، لاسيما أولئك المحرومين من التغذية الأساسية. كان الأمن الغذائي مصدر قلق كبير في الهند.
ووفقاً لما ذكرته الأمم المتحدة، فإن هناك ما يقرب من 195 مليون شخص يعانون من نقص التغذية في الهند، وهو ربع عدد من يعانون الجوع في العالم. يعاني حوالي 43٪ من الأطفال في الهند من سوء التغذية المزمن.  تحتل الهند المرتبة 74 من بين 113 دولة رئيسية من حيث مؤشر الأمن الغذائي. على الرغم من أن المعيار الغذائي المتاح هو 100٪ من المتطلبات، إلا أن الهند تتخلف كثيراً فيما يتعلق بالمتناول النوعي من البروتينات بنسبة 20٪ والتي يجب معالجتها عن طريق إتاحة المنتجات الغذائية الغنية بالبروتين مثل البيض واللحوم والأسماك والدجاج وغيرها وبأسعار معقولة 

## القوانين
من أجل توفير الحق في الغذاء لكل مواطن من مواطني البلد، سن برلمان الهند تشريعاً في عام 2013 يُعرف باسم قانون الأمن الغذائي الوطني. وأيضًا يسمى قانون الحق في الغذاء، ويسعى هذا القانون إلى تقديم إعانات من الحبوب الغذائية إلى ما يقرب من ثلثي سكان الهند البالغ عددهم 1.2 مليار نسمة.  تم توقيع القانون في 12 سبتمبر 2013، بأثر رجعي إلى 5 يوليو 2013.  

## مخططات

### المبادرات المركزية
قانون الأمن الغذائي الوطني لعام 2013 تحول إلى استحقاقات قانونية لبرامج الأمن الغذائي الحالية لحكومة الهند. ويشمل برنامج وجبة منتصف اليوم، ومخطط خدمات تنمية الطفل المتكاملة ونظام التوزيع العام.
في عام 2017 - 2018 تم تخصيص أكثر من 1500 مليار روبية (7.6٪ من إجمالي الإنفاق الحكومي) لتقديم إعانات غذائية بموجب نظام التوزيع العام المستهدف
كما أقرت الهيئة الوطنية للسلع والخدمات الطبية استحقاقات الأمومة. فالنساء الحوامل والأمهات المرضعات وفئات معينة من الأطفال مؤهلون للحصول على الحبوب اليومية المجانية. 

### مبادرات الدولة
أطلقت حكومة ولاية تاميل نادو مبادرة مقصف الأم (معرفة بالأنجليزية بأسم: Amma Unavagam)، أو المعروفة أكثر باسم مقصف 
أصدرت ولاية أتر براديش في عام 2013 فاتورة غذائية. سيتم الحفاظ على الأغذية التي سيتم إهدارها من الأحزاب وتوزيعها على الفقراء والمحتاجين.
تم سن قانون تشاتيسجار للأمن الغذائي لعام 2012 من قبل حكومة تشاتيسجار. تم تمريره في 21 ديسمبر 2012 من قبل مجلس الدولة دون معارضة لضمان "الحصول على كمية كافية من الطعام والمتطلبات الأخرى للتغذية الجيدة لشعب الدولة، وبأسعار معقولة، وفي جميع الأوقات ليعيشوا حياة كريمة". " 
في الهند توافر الغذاء ليس أمرًا موثوقًا به. حيث يبلغ عدد سكانها الآن 1.3 مليار نسمة، وبحلول عام 2030 ، من المقدر أن يزيد عدد سكانها إلى 1.5 مليار نسمة. إن التحدي المتمثل في إنتاج المزيد والمزيد من الغذاء للسكان المتناميين يزداد صعوبة بالنسبة لبلد كالهند بحجمه ونموه الاقتصادي. وبما أن الأرض في الهند هي مورد متقلص للزراعة، يجب أن يزيد معدل إنتاج الزراعة بنسبة أعلى لكل وحدة من الأرض ومياه الري.
يعتمد أكثر من 60٪ من السكان الهنود على المنتجات الزراعية في وجباتهم اليومية. وتنتج الهند حوالي 100 مليون طن من الأرز كل عام. والوصول إلى الغذاء في الهند يمكن اعتباره ليس سهلاً مثل أستراليا. من الصعب حقا الحصول على الفواكه والخضروات الطازجة. في حين قد يكون هناك ما يكفي من الغذاء لجميع سكان الهند، إلا أن العديد من الأسر وخاصة الأطفال في الهند لا يحصلون على الطعام بسبب المشاكل المالية. وبالتالي، هذا هو سبب وجود الملايين (43 ٪) من الأطفال الذين يعانون من سوء التغذية في جميع أنحاء الهند. كما أن المعرفة الثقافية في الهند لا تسمح لهم الحصول على نظام غذائي متوازن. ويتناول كل السكان الهنود تقريبًا الأرز مرة واحدة يوميًا على الأقل مما يتيح لهم تناول الكربوهيدرات فقط في نظامهم الغذائي. وبما أن الهند معروفة في معظم الأحيان بإنتاج الأرز وتصديره إلى بلدان أخرى، فإن نمط حياة الهنود سيهيمن عليه الأرز فقط كما أفادت (أنيتا-هاسنانداني) 

## الحلول التكنولوجية
تحتاج الهند إلى التركيز على طرق لتحسين توافر المنتجات الغذائية الغنية بالبروتين والقدرة على تحمل تكاليفها باستخدام أحدث التقنيات الصديقة للبيئة دون الحاجة إلى مزيد من الأراضي والمياه.  كما يمكن استخدام الغاز الحيوي أو الغاز الطبيعي أو الميثان الناتج من المخلفات الزراعية / الزراعية / المحصولية / المنزلية بالإضافة إلى الغاز الطبيعي المستخرج لإنتاج علف الحيوانات الغنية بالبروتين / الأسماك / الدواجن / الحيوانات الأليفة وأيضًا من خلال زراعة بكتيريا المستخفية الميثيلية بطريقة لا مركزية بالقرب من المناطق الريفية / مناطق الاستهلاك التي تحتوي على طبيعة رطبة من الأراضي والمياه. 